# Chaeteessa filata
Chaeteessa filata är en bönsyrseart som beskrevs av Hermann Burmeister 1838. Chaeteessa filata ingår i släktet Chaeteessa och familjen Chaeteessidae. Inga underarter finns listade i Catalogue of Life.